# تپه اطراف شهر سوخته ۳۴۴
تپه اطراف شهر سوخته شماره ۳۴۴ در شهرستان زابل، بخش شیب آب، دهستان لوتک، روستای حومه شهر سوخته، ۵/۷ کیلومتری جنوب شرقی پایگاه باستان‌شناسی شهر سوخته واقع شده و این اثر در تاریخ ۲۸ اسفند ۱۳۸۵ با شمارهٔ ثبت ۱۸۹۸۰ به‌عنوان یکی از آثار ملی ایران به ثبت رسیده است.